# Georgetown, Massachusetts
Georgetown är en kommun (town) i Essex County i delstaten  Massachusetts, USA. Vid folkräkningen år 2000 bodde 7 377 personer på orten. Den har enligt United States Census Bureau en area på totalt 34,1 km² varav 0,6 km² är vatten.